# 中二結
中二結，是臺灣宜蘭縣五結鄉的一個地名，位於該鄉中部偏北。相較於今日行政區，其範圍大致為孝威村西北部。

## 歷史
台灣清治末期，中二結地區為一街庄，稱為「中二結庄」，隸屬於茅仔藔堡。該庄東與四百名庄為鄰，南與中一結庄為鄰，西邊為下三結庄，北邊為茅仔藔庄。
1901年（日明治三十四年）11月，該庄隸屬於宜蘭廳，編入第十四區。1905年（明治三十八年）7月，該區改名為「茅仔寮區」。1920年（大正九年），該庄改制為「中二結」大字，隸屬於臺北州羅東郡五結庄。
戰後五結庄改制為五結鄉，隸屬於臺北縣，大字亦改制為村。1950年10月，北、基、宜分治，五結鄉改隸屬於宜蘭縣。

## 聚落
本地區發展較早的聚落為中二結，在日治期初期的官方地圖上已有記載。此外，本地區尚有九十二城聚落。

## 交通
縣道196號（五結路一段）是三星至下清水的道路，大致以南南西－北北東走向繞弧形轉西北西－東南東走向經過中二結地區。由該道路向南南西轉西南可前往中一結、頂五結、竹林（羅東市區北側）、歪子歪、尾塹、大洲、阿里史與紅柴林交界地帶、三星市區並止於省道台7丙線路口，向東南東可前往四百名、一百甲東南部並止於鄉道宜22線路口（五結防潮閘門西北側）。
鄉道宜23線（孝威路）是茅仔寮至利澤簡的道路，大致以北北東－南南西走向經過本地區東部邊界。由該道路向北北東轉東可前往茅子寮東部鄉道宜22線路口，向南南西可前往中一結與松子腳交界地帶、松子腳西南部、大埔並止於省道台7丙線路口。